# René Schneider

René Schneider Chereau, född 31 december 1913 i Concepción, död 25 oktober 1970 i Santiago, var en chilensk militär som var landets överbefälhavare 1969–1970.
Den tyskättade Schneider anställdes i krigsmakten 1929. Som förespråkare för den så kallade Schneiderdoktrinen slöt han sig till den chilenska konstitutionella traditionen med betoning av en passiv, opolitisk roll för krigsmakten. Han bekämpade bland annat Roberto Viauxs kuppförsök mot den kristdemokratiske presidenten Eduardo Frei 1969 och mot den nyvalde Salvador Allende 1970.
Schneider sköts ihjäl samma år, den 25 oktober 1970, under ett kidnappningsförsök. Ljudband med en konversation mellan Richard Nixon och Henry Kissinger har antytt att CIA ska ha finansierat eller på annat sätt stött attentatet. Attentatet orsakade djup avsky och landssorg och bidrog till att Allende, med Freis stöd, av Chiles parlament utsågs till president. Till Schneiders efterträdare utsåg Allende general Carlos Prats.